# Harry Warburton
Harry Warburton (10 aprile 1925 – Zurigo, maggio 2005) è stato un bobbista svizzero.

## Biografia
Ai VII Giochi olimpici invernali (edizione disputatasi nel 1956 a Cortina d'Ampezzo, Italia) vinse la medaglia di bronzo nel Bob a due con il connazionale Max Angst partecipando per la nazionale svizzera, meglio di loro le due italiane.
Il tempo totalizzato fu di 5:37,46  con un distacco ampio rispetto alle altre squadre classificate: 5:30,14 e 5:31,45 i loro tempi.
Inoltre ai campionati mondiali vinse due medaglie d'oro ed una d'argento:
- nel 1954, medaglia d'oro nel bob a quattro con Fritz Feierabend, Gottfried Diener e Heinrich Angst[3]
- nel 1955, medaglia d'oro nel bob a due con Fritz Feierabend, argento nel bob a quattro con Fritz Feierabend, Aby Gartmann e Rolf Gerber